# بریسیدا آکوستا

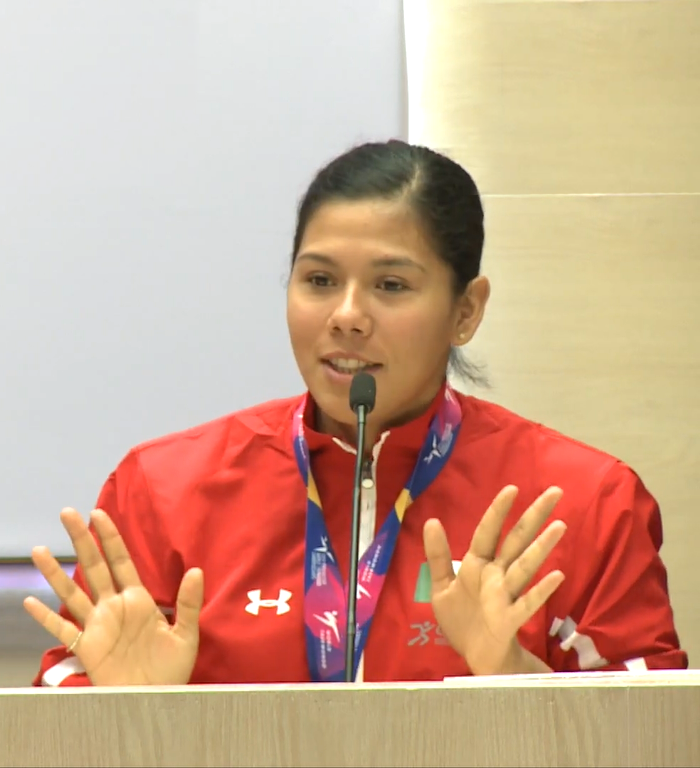
تصویر بریسیدا آکوستا در حال صحبت کردن

بریسیدا آکوستا بالارزو (زاده ۳۰ اوت ۱۹۹۳) یک ورزشکار تکواندوکار مکزیکی است. وی در مسابقات قهرمانی تکواندو جهان در سال ۲۰۱۳ در کلاس سنگین‌وزن بانوان مدال نقره را بدست آورد. در مسابقات قهرمانی تکواندو جهان ۲۰۱۹، او در همین وزن به مدال برنز دست یافت.